# Polysyllogisme
Un polysyllogisme (aussi appelé syllogisme multi-prémisse, sorite, ou gradatio) est une chaîne d'un nombre quelconque de propositions formant ensemble une séquence de syllogismes tels que la conclusion de chaque syllogisme est une prémisse pour le syllogisme suivant, et ainsi de suite. Chaque syllogisme constituant cette chaîne est appelé prosyllogisme, sauf le dernier, nommé épisyllogisme dont la conclusion n'est pas une prémisse pour un autre syllogisme.

## Exemple
Un exemple de polysyllogisme est le suivant:
Il pleut.
Si nous sortons quand il pleut, nous allons être mouillés.
Si nous sommes mouillés, nous allons avoir froid.
Par conséquent, si nous sortons, nous allons avoir froid.
L'étude de la structure de l'argument révèle la séquence des (pro)syllogismes suivant:
Il pleut.
Si nous sortons quand il pleut, nous allons être mouillés.
Si nous sommes mouillés, nous allons avoir froid.
Si nous sortons quand il pleut, nous allons être mouillés.
Si nous sommes mouillés, nous allons avoir froid.
Par conséquent, si nous sortons, nous allons avoir froid.

## Sorite
Un sorite est un type spécifique de polysyllogisme dans lequel le prédicat de chaque proposition fait l'objet de la prémisse suivante. Exemple:
Tous les lions sont des grands chats.
Tous les grands chats sont des prédateurs.
Tous les prédateurs sont des carnivores.
Par conséquent, tous les lions sont des carnivores.
Le terme sorite vient du grec ancien σωρίτης "empilés", de σωρός "amas" ou "pile". En d'autres termes, un sorite est un amas de propositions enchaînées ensemble. Un polysyllogisme de sorite ne doit pas être confondu avec le paradoxe sorite.
Lewis Carroll utilise les sorites dans son livre Symbolic Logic (1896). En voici un exemple:
Aucune personne expérimentée est incompétente;
Jenkins est toujours gaffeur;
Aucune personne compétente est toujours gaffeur.
∴ Jenkins est inexpérimenté.
L'exemple de Carroll peut être traduit ainsi
Toutes les personnes expérimentées sont des personnes compétentes.
Aucune personne compétente est  gaffeur.
Jenkins est un gaffeur.
∴ Jenkins n'est pas une personne expérimentée.